# Саут-Амгерст (Огайо)
Саут-Амгерст (англ. South Amherst) — селище (англ. village) в США, в окрузі Лорейн штату Огайо. Населення — 1581 особа (2020).

## Географія
Саут-Амгерст розташований за координатами 41°20′46″ пн. ш. 82°14′7″ зх. д. / 41.34611° пн. ш. 82.23528° зх. д. (41.346226, -82.235270).  За даними Бюро перепису населення США в 2010 році селище мало площу 6,45 км², з яких 6,40 км² — суходіл та 0,05 км² — водойми.

## Демографія
Згідно з переписом 2010 року, у селищі мешкало 1688 осіб у 665 домогосподарствах у складі 506 родин. Густота населення становила 262 особи/км².  Було 693 помешкання (107/км²).
Расовий склад населення:
| - 96,2 % — білих - 0,7 % — корінних американців - 0,4 % — чорних або афроамериканців - 0,1 % — азіатів |

До двох чи більше рас належало 2,1 %. Частка іспаномовних становила 2,7 % від усіх жителів.
За віковим діапазоном населення розподілялося таким чином: 20,2 % — особи молодші 18 років, 62,0 % — особи у віці 18—64 років, 17,8 % — особи у віці 65 років та старші. Медіана віку мешканця становила 46,1 року. На 100 осіб жіночої статі у селищі припадало 95,6 чоловіків;  на 100 жінок у віці від 18 років та старших — 91,9 чоловіків також старших 18 років.
Середній дохід на одне домашнє господарство  становив 66 583 долари США (медіана — 58 333), а середній дохід на одну сім'ю — 72 145 доларів (медіана — 67 500). За межею бідності перебувало 7,4 % осіб, у тому числі 10,0 % дітей у віці до 18 років та 9,8 % осіб у віці 65 років та старших.
Цивільне працевлаштоване населення становило 841 осіб. Основні галузі зайнятості: виробництво — 25,2 %, освіта, охорона здоров'я та соціальна допомога — 23,7 %, науковці, спеціалісти, менеджери — 9,9 %, роздрібна торгівля — 9,8 %.